# Massa (Itália)
Massa é uma comuna italiana da região da Toscana, província de Massa-Carrara, com cerca de 66.097 habitantes. Estende-se por uma área de 94 km², tendo uma densidade populacional de 703 hab/km². Faz fronteira com Carrara, Fivizzano, Minucciano (LU), Montignoso, Seravezza (LU), Stazzema (LU), Vagli Sotto (LU).

## Personalidades de Massa
- Ricarda Malaspina (1497-1553)
- Francesco Baratta (1590-1666)
- Carlos II Cybo-Malaspina (1631-1710)
- Alberico III Cybo-Malaspina (1674-1715)
- Camilo Cybo (1681-1743)
- Alberto Del Nero (1918-1986)
- Sergio Battistini (1963-)
- Giovanni Francini (1963-)
- Fabio Vullo (1964-)
- Francesca Piccinini (1979-)
- Andrea Coda (1985-)
- Nicolò Zaniolo (1999-)

## Demografia
| Variação demográfica do município entre 1861 e 2011                               |
|                                                                                   |
| Fonte: Istituto Nazionale di Statistica (ISTAT) - Elaboração gráfica da Wikipedia |